# ایگناسیو چاویرا
ایگناسیو چاویرا (اسپانیایی: Ignacio Chavira‎؛ زادهٔ ۲۶ ژوئن ۱۹۳۶) بازیکن بسکتبال اهل مکزیک بود. وی در بازی‌های المپیک تابستانی ۱۹۶۰ شرکت کرده‌است.